# Rock Band 4
Rock Band 4 è il quarto capitolo della serie Rock Band uscito il 13 ottobre 2015 a distanza di cinque anni dal capitolo precedente e rappresenta l'unico esponente della serie disponibile per le console di ottava generazione.

## Sviluppo
La serie di Rock Band aveva precedentemente interrotto il suo corso con il terzo capitolo della serie, principalmente per via del progressivo disinteresse del pubblico - e conseguente calo di vendite- per via della saturazione del mercato di titoli sia da parte della serie di Rock Band che da parte della serie di Guitar Hero. Il team di Harmonix Music Systems espresse in più occasioni l'intenzione di pubblicare un nuovo titolo della serie con l'arrivo delle console di nuova generazione ma le voci di corridoio iniziarono ad assumere consistenza solamente agli inizi del 2015; successivamente, durante il mese di Aprile, il gioco venne ufficialmente confermato e la sua uscita venne listata entro la fine dell'anno per le sole console di nuova generazione mentre un'eventuale versione PC fu esclusa fin da subito per paura della pirateria.
Il lancio del gioco è avvenuto negli Stati Uniti il 6 ottobre 2015 mentre in Europa è arrivato una settimana dopo ma solamente su PlayStation 4 e su Xbox One nel solo formato online (Digital delivery); la versione scatolata per Xbox One ed in particolare quella con l'adattatore ha subito un ulteriore ritardo di un'altra settimana a causa della grande richiesta della versione con l'adattatore per poter utilizzare i vecchi strumenti.

## Retrocompatibilità
Dopo aver raccolto feedback dalla propria community di appassionati tramite dei sondaggi sia via mail che tramite delle pagine apposite il team di Harmonix ha stabilito che per i propri utenti i punti più importanti per tornare a giocare con il franchise di Rock Band erano la retrocompatibilità degli strumenti e quella delle canzoni aggiuntive comprate sugli store online e, collaborando con Microsoft e Sony, sono riusciti ad implementarle entrambe: nel caso specifico degli strumenti non vi è alcun problema per quelli per PlayStation dato che la console con le periferiche della precedente generazione era già retrocompatibile di suo mentre nel caso di Xbox One visto che la retrocompatibilità hardware non c'è era necessario dotarsi di un adattatore apposito che è stato creato e venduto in un apposito bundle; suddetto adattatore supporta anche gli strumenti della serie di Guitar Hero ma solo quelli wireless (quindi non quelli di Guitar Hero 2) e supporta anche l'estensione dei piatti per la batteria (ma non il Midi Adapter  per utilizzare le proprie batterie elettroniche). Per quel che riguarda i microfoni, come avviene fin dagli albori di entrambe le serie sono regolarmente supportati tutti comuni microfoni USB, inclusi quelli dei capitoli precedenti che non hanno quindi bisogno di alcun adattatore ma si connettono direttamente alle console.

## Modalità di gioco
Il gameplay di Rock Band 4 è rimasto pressoché invariato rispetto ai precedenti capitoli e consiste quindi sempre nella necessità di premere i tasti colorati corrispondenti con il giusto tempismo, attivare il bonus dell'Overdrive per avere un boost di esecuzione del brano e di moltiplicazione del punteggio e di cantare nel microfono con la giusta intonazione; le cose che non sono state implementate nel gioco rispetto ai vecchi capitoli sono le parti di tastiera e la Pro Mode introdotte da Rock Band 3 mentre sono invece state aggiunte delle parti di esecuzione libera sugli assoli di chitarra.
La modalità principale di gioco è la modalità Carriera che è del tutto identica a quella dei precedenti capitoli: mano a mano che il giocatore esegue dei brani sblocca oggetti per la personalizzazione della propria band e guadagna fan e con l'aumento della fanbase esegue concerti progressivamente sempre più grandi fino ad arrivare a fare delle tournée mondiali.
Come modalità alternativa per il giocatore singolo c'è l'esecuzione libera dei brani che prevede, tra le altre cose, anche la possibilità di suonare setlist di canzoni mentre per il multiplayer è disponibile attualmente solo il gioco in locale mentre quello online dovrebbe essere aggiunto in futuro tramite aggiornamento; il motivo di questa scelta è che il gioco è stato pensato come "piattaforma" da aggiornare e non come un titolo con dei seguiti come i suoi predecessori.

## Tracklist
La tracklist è composta di 65 tracce e presenta scelte degne di menzione come la presenza di gruppi come Van Halen e Aerosmith -precedente esclusivi per un certo periodo della serie rivale Guitar Hero, entrambi con un titolo monotematico dedicato- e l'inclusione per la prima volta di artisti come Elvis Presley e, soprattutto, gli U2 che non erano mai figurati nella tracklist di un rhythm game; le tracce sono le seguenti:
- A Passage to Bangkok - Rush
- Ain't Messin 'Round - Gary Clark, Jr.
- Albert - Eddie Japan
- All Over You - Live
- Arabella - Arctic Monkeys
- At Night in Dreams - White Denim
- Birth in Reverse - St. Vincent
- Brown Eyed Girl - Van Morrison
- Caught Up in You - 38 Special
- Cedarwood Road - U2
- Centuries - Fall Out Boy
- Cold Clear Light - Johnny Blazes and the Pretty Boys
- Dead Black (Heart of Ice) - Soul Remnants
- Dream Genie - Lightning Bolt
- Fever - The Black Keys
- Follow You Down - Gin Blossoms
- Free Falling - The Warning
- Friday I'm in Love - The Cure
- Hail to the King - Avenged Sevenfold
- Halls of Valhalla - Judas Priest
- I'm Electric - Heaven's Basament
- I Bet My Life - Imagine Dragons
- I Miss the Misery - Halestorm
- I Will Follow - U2
- Kick It Out - Heart
- Knok 'Em Down - Duck & Cover
- Lazaretto - Jack White
- Light the Fuse - Slydigs
- Light Up the Night - The Protomen
- Little Miss Can't Be Wrong - Spin Doctors
- Little Witch Church - Little Big Town
- Mainstream Kid - Brandi Carlile
- Metropolis–Part I: "The Miracle and the Sleeper" - Dream Theater
- Milwaukee - The Both
- Miracle Man - Ozzy Osbourne
- My God is the Sun - Queens of the Stone Age
- No One Like You (versione ri-registrata del 2011) - Scorpions
- Panama - Van Halen
- Pistol Whipped - Tijuana Sweetheart
- Prayer - Disturbed
- Recession - Jeff Allen ft. Noelle LeBlanc e Naoko Takamoto
- Rock and Roll, Hoochie Koo - Rick Derringer
- Short Skirt/Long Jacket - Cake
- Somebody Told Me - The Killers
- Spiders - System of a Down
- Start a Band - Brad Paisley ft. Keith Urban
- Still Into You - Paramore
- Superunknown - Soundgarden
- Suspicious Minds - Elvis Presley
- That Smell - Lynyrd Skynyrd
- The Feast and the Famine - Foo Fighters
- The Impression That I Get - The Mighty Mighty Bosstones
- The One I Love - R.E.M.
- The Seeker - The Who
- The Warrior - Scandal
- The Wolf - Mumford & Sons
- Toungue Tied - Grouplove
- Toys in the Attic - Aerosmith
- Turn it Around - Lucius
- Uptown Funk - Mark Ronson ft. Bruno Mars
- V-Bomb - Dark Wheels
- Violent Sheever - Benjamin Booker
- What's Up? - 4 Non Blondes
- You Making Love Fun - Fleetwood Mac
- Your Love - The Outfield